# Wartungswerkstatt Torfbahn
Die Wartungswerkstatt Torfbahn, Walter-Bertelsmann-Weg 2, in der niedersächsischen Gemeinde Worpswede, wurde in den 1930er Jahren gebaut. Aktuell (2025) wird sie gewerblich als Werkstatt für Kulturmöbel sowie als Bioladen genutzt.
Das Gebäude steht unter Denkmalschutz (siehe auch Liste der Baudenkmale in Worpswede).

## Geschichte und Beschreibung
Worpswede im Teufelsmoor wurde 1218 erstmals als Besitz des Klosters Osterholz erwähnt. Zum Abbau der Moore gab es im 19. und 20. Jahrhundert verschiedene Torfwerke, die durch Torfbahnen (Feldbahnen, Lorenbahnen) erschlossen wurden.
Das eingeschossige langgestreckte schlichte Gebäude in zweischaligem Mauerwerk mit Satteldach und laternenartigem Aufbau in der Längsrichtung wurde zwischen 1930 und 1940 im Stil der Neuen Sachlichkeit als Wartungshalle eines Torfwerkes gebaut. An den Traufseiten hat es gusseiserne Sprossenfenster, im Inneren eine ingenieurmäßige Holzkonstruktion mit doppelter Ständerreihe und Sprengwerk. Im Fußboden sind Schienen der Feldbahnfahrzeuge erhalten, es gibt teilweise Einbauten für Nebenräume (u. a. Meisterraum). Zwei im Mittelschiff auf eigenen Schienen zwischen den Ständerreihen angeordnete Laufkräne in geschweißter Stahlfachwerkkonstruktion mit 10 t Tragkraft sind ein seltenes Beispiel einer Maschinenbauwerkstatt.
Das Landesdenkmalamt befand u. a. zur Lage: „… südlich der Gleisanlagen von Worpswede …“